# Kelsey Wakefield
Kelsey Wakefield (Gold Coast, 1 de junho de 1991) é uma jogadora de polo aquático australiana que atua como goleira.

## Carreira
Wakefield fez parte da equipe da Austrália que finalizou na sexta colocação nos Jogos Olímpicos de 2016, no Rio de Janeiro.